# 蓋氏硬殼寄居蟹
蓋氏硬殼寄居蟹（学名：Calcinus gaimardii）为活額寄居蟹科硬殼寄居蟹屬下的一个种。